# Lijst van beelden in Westerwolde
Dit is een chronologische lijst van beelden in Westerwolde. Onder een beeld wordt hier verstaan elk driedimensionaal kunstwerk in de openbare ruimte van de Nederlandse gemeente Westerwolde, waarbij beeld wordt gebruikt als verzamelbegrip voor sculpturen, standbeelden, installaties, gedenktekens en overige beeldhouwwerken.
| Geplaatst | Omschrijving                  | Kunstenaar               | Straat                          | Plaats                 | Materiaal           | Afbeelding |
| --------- | ----------------------------- | ------------------------ | ------------------------------- | ---------------------- | ------------------- | ---------- |
| 1913      | Monument voor B.L. Tijdens    | Johan Holsbergen         | B.L. Tijdenskanaal              | Vriescheloo            | Beiers graniet      |            |
| 1950      | Oorlogsmonument               | Lidi van Mourik Broekman | Kerkstraat                      | Vlagtwedde             | brons               |            |
| 1950      | Oorlogsmonument Wedderveer    | Wladimir de Vries        | Hoofdweg                        | Wedderveer             | natuursteen         |            |
| 1962      | Schildwacht                   | Hans Mes                 |                                 | Bourtange              | brons               |            |
| 1979      | Levensteken                   | Joop de Blaauw           | Zorgcentrum De Blankenbörg      | Blijham                | marmer              |            |
| 1982      | Constructie                   | Dook van der Heijden     |                                 | Bellingwolde           |                     |            |
| 1986      | Holsloot                      | Adri de Fluiter          |                                 | Vriescheloo            |                     |            |
| 1986      | Eerdappelkraber               | Maria Klinkenberg        |                                 | Burgemeester Beinsdorp | brons               |            |
| 1987      | Zonder titel                  | Luciano Palmieri         | tuin van het Klooster Ter Apel  | Ter Apel               |                     |            |
| 1991      | Honger naar koren             | Paul de Vos              | Dorpsstraat                     | Vriescheloo            |                     |            |
| 1995      | Hasje                         | Hans Schmidt             |                                 | Sellingen              | brons               |            |
| 1999      | De hel van Jipsinghuizen      | Eddy Roos                |                                 | Jipsinghuizen          | brons               |            |
| 2004      | Joods monument                | J.J. Spanninga           | Oosterstraat/Schotslaan         | Ter Apel               | graniet             |            |
| 2010      | Joods Monument                | Efraïm Milikowski        | Kerkweg 31                      | Bellingwolde           | Glas en natuursteen |            |
| ?         | reliëf Willem Lodewijckschool | Klaas van Dijk           | Willem Lodewijkstraat           | Bourtange              |                     |            |
| ?         | Theater van de Natuur         | Adriaan Nette            |                                 | Sellingen              |                     |            |
| ?         | Wachter                       | Magda Lagerwerf          | Bourtangersluis Ruiten Aakanaal | Bourtange              | hout                |            |
| ?         | Wachter                       | Magda Lagerwerf          | Bourtangersluis Ruiten Aakanaal | Bourtange              | hout                |            |